# Kiesabbau Mittelweser

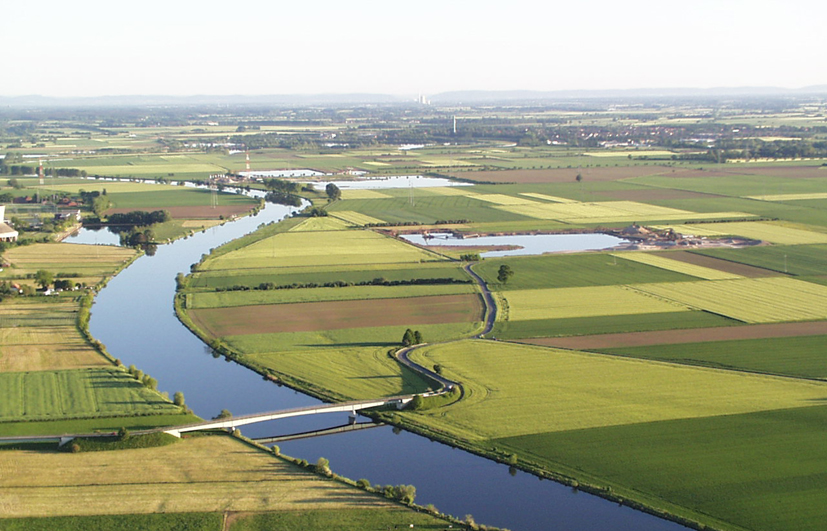
Luftbild der Mittelweser bei Landesbergen mit Kiesabbauteichen

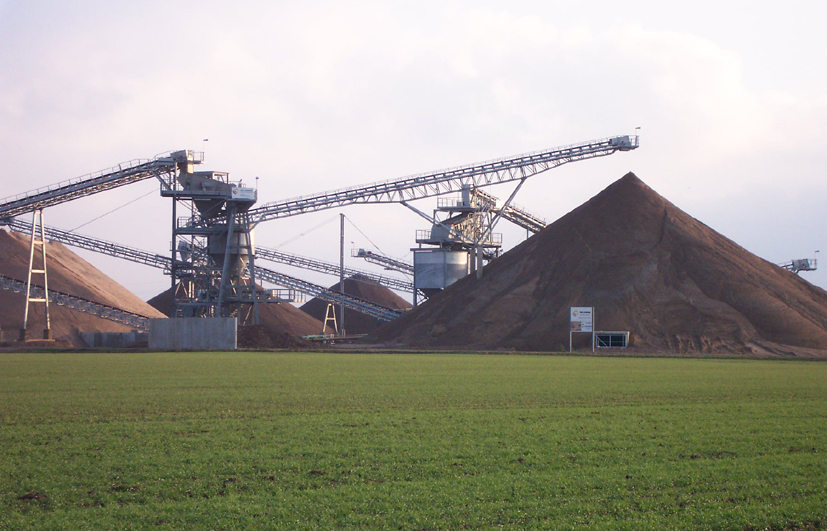
Kieswerk bei Stolzenau

Der Kiesabbau an der Mittelweser betrifft vor allem das Gebiet der Mittleren Weser südlich von Nienburg/Weser. Es ist derzeit das am stärksten vom Kiesabbau betroffene Gebiet Niedersachsens. Eine Fläche von 1.580 ha ist laut Bodenabbauleitplan (BALP) als Vorranggebiet erster Priorität (2000 bis 2030) für die Rohstoffgewinnung ausgewiesen. Bis heute sind seit Mitte der 1960er Jahre etwa 500 ha Wasserfläche entstanden. Diese Fläche wird sich bis 2035 etwa verdoppeln.

## Landschaftsbild

### Landschaftsnutzung und Vegetation
Die Mittelweserregion besteht aus Flachland, zu beiden Seiten der Weser und ihrer Zuflüsse befinden sich weite Marsch-, Geest- und Moorlandschaften mit ursprünglich gebliebenen Wäldern. Weite Teile des Gebietes werden landwirtschaftlich genutzt. Der südliche Teil der Mittelweserregion gehört zum Mittleren Wesertal, an das sich nördlich das Urstromtal der Aller anschließt.

## Geologie

### Gestein
Die bedeutendsten Sand- und Kiesvorkommen liegen im Gebiet der Wesertalaue. Die Mächtigkeit des Kieskörpers schwankt im Allgemeinen zwischen 6 und 11 m, lokal werden sogar 17 m erreicht. Der Durchschnitt liegt hingegen bei 7–8 m. Der Kieskörper wird durchschnittlich von einer 1,5–2,5 m mächtigen Auelehmdecke überlagert. Der Anteil der Körnungen 2–32 mm (gängige Liefergrößen) liegen im Schnitt bei 40–50 %. Aufgrund seiner petrographischen Zusammensetzung (Sandstein 62 %, Kieselschiefer 15 %, Porphyr 10 %, Quarzit 6 %, Flint 2 %, Granit u. Gneis 2 %, Tonschiefer 1 %, Kalkstein 0,5 %) und des allgemeinen Fehlens störender Komponenten wie Holz und Kohle sind die Kiesvorkommen zur Herstellung von Beton und Betonerzeugnissen als sehr gut geeignet einzustufen. Weiterhin stehen kieshaltige Sande in einem westlich des Wesertals anschließenden Streifens zwischen Wellie und Böthel an. Der Kiesgehalt der 14 m mächtigen Schichten liegt hier im Schnitt bei 25–30 %. Auch diese kieshaltigen Sande eignen sich als hochwertiger Betonzuschlag. Die Kieslagerstätten im Wesertal sind laut Bodenabbauleitplan zur vorrangigen Ausbeutung ausgewiesen worden.

## Folgenutzung
Abgeschlossene Kiesabbaugewässer wurden bislang zumeist dem Natur- und Landschaftsschutz unterstellt. In den vergangenen Jahrzehnten sind bereits mehrfach Vorschläge für eine touristische Nutzung diskutiert worden. Eine Umsetzung ist allerdings bis heute nicht beschlossen worden. Um den widerstrebenden Interessen in der Nachnutzung von Kiesabbaugewässern zu begegnen, wurde Ende der 1990er Jahre Konzepte für die Folgenutzungen Fremdenverkehr und Erholung in Auftrag gegeben. Weitere Fachplanungen wurden für die Bereiche Landwirtschaft und Naturschutz entwickelt. Eine Umsetzung ist hingegen aufgrund der noch vorherrschenden Abbauaktivitäten nicht vollzogen worden.